# Carrie Underwoodová
Carrie Marie Underwoodová (nepřechýleně Underwood; * 10. března 1983, Checotah, Oklahoma, USA) je americká zpěvačka popu, country, která vyhrála čtvrtou řadu soutěže American Idol. Od té doby získala multiplatinovou desku za své album Some Hearts (přesněji řečeno, bylo 6krát platinové) a to se stalo nejrychleji prodávaným debutem v historii systému Nielsen SoundScan. Stala se první vítězkou American Idol, která posbírala ocenění na třech nejdůležitějších předáváních cen během jednoho jediného roku. Získala jednu cenu American Music Award, pět cen Billboard Music Award a dvě ceny cenu Grammy (včetně ceny za nejlepšího nováčka). Její album se stalo nejlépe prodávaným ze všech účastníků soutěže American Idol.
Z jejího alba Some Hearts vzešlo pět hitů, které se v různých hitparádách v USA a Kanadě dostaly na první místo. Mezi ně patří například Inside Your Heaven, Jesus, Take the Wheel a Before He Cheats. Její druhé album, Carnival Ride, vyšlo v roce 2007.

## Biografie

### Dětství
Narodila se v nemocnici Muskogee Regional Medical Center a vyrůstala na farmě svých rodičů v Checotahu v Oklahomě. Je třetí a zároveň nejmladší dcerou Stephena a Carole Underwoodových. Má dvě starší sestry, Shanu Underwood Means (narozena v roce 1970) a Stephanie Underwood Shelton (narozena v roce 1973). Obě jsou učitelkami na základních školách v Oklahomě. V dětství se zúčastnila show „Robbins Memorial Talent Show“. Je členkou sdružení kostelů „Free Will Baptist Church“. Jako malá zpívávála v kostele, pro Old Settler's Day and Lion's Club a na místních akcích v Checotahu. Ve třinácti letech, v roce 1996 se její tehdejší manažer snažil zařídit nahrávací smlouvu u Capitol Records. Avšak díky změnám ve vedení této společnosti se to nikdy nestalo.
V roce 2001 ukončila „Checotah High School“. Poté šla na Northeastern State University v Tahlequahu, kde v roce 2006 promovala s hodnocením „magna cum laude“, s bakalářským titulem v oboru masové komunikace se zaměřením na žurnalistiku. Carrie je členem spolku Sigma Sigma Sigma a také spolku Muscogee Creek Nation v Oklahomě. V průběhu dvou let během léta vystupovala v show v Tahlequahu. Zúčastnila se také soutěže o královnu krásy na univerzitě a skončila druhá.
Momentálně bydlí v předměstí města Nashville, kterému se říká Franklin, v Tennessee.

### American Idol
V létě 2004, se zúčastnila castingu soutěže American Idol v St. Louis. 22. března 2005 zazpívala své provedení písně Alone od skupiny Heart a tvrdý porotce Simon Cowell jí předpověděl, že nejenomže soutěž vyhraje, ale v prodejích předčí všechny předchozí účastníky soutěže. Stala se druhou vítězkou, která se během hlasování v jednotlivých finálových večerech nikdy nedostala na jedno z posledních třech míst. Během show se vytvořil její fanklub, kterému se říkalo „Carrie's Care Bears.“
25. května 2005 Carrie soutěž vyhrála a předběhla tak Bo Bice.
Vystoupila v šesté řadě této soutěže již se svojí písní Wasted. To bylo od jejího vítězství již její čtvrté vystoupení v této soutěži. Vystupovala na koncertě „Idol Gives Back“ se svou novou písní "I'll Stand By You" (coververze písně od skupiny Pretenders) spolu s Kelly Clarksonovou, Rascal Flatts a dalšími. Tuto píseň zpívala už ve finále soutěže American Idol a od publika se jí dostalo potlesku ve stoje.

#### písně vAmerican Idol
| Týden        | Píseň                                                                  | Původní umělec                                         |
| ------------ | ---------------------------------------------------------------------- | ------------------------------------------------------ |
| Semifinále 1 | "Could've Been"                                                        | Tiffany                                                |
| Semifinále 2 | "Piece of My Heart"                                                    | Janis Joplin, Faith Hill                               |
| Semifinále 3 | "Because You Love Me"                                                  | Jo Dee Messina                                         |
| Top 12       | "When Will I Be Loved"                                                 | Linda Ronstadt                                         |
| Top 11       | "Alone"                                                                | Heart                                                  |
| Top 10       | "Independence Day"                                                     | Martina McBride                                        |
| Top 9        | "Hello Young Lovers"                                                   | Deborah Kerr                                           |
| Top 8        | "Love Is a Battlefield"                                                | Pat Benatar                                            |
| Top 7        | "MacArthur Park"                                                       | Donna Summer                                           |
| Top 6        | "When God-Fearin' Women Get The Blues"                                 | Martina McBride                                        |
| Top 5        | "Trouble" "Bless the Broken Road"                                      | Elvis Presley Rascal Flatts                            |
| Top 4        | "If You Don't Know Me By Now" "Sin Wagon"                              | Harold Melvin & the Blue Notes Dixie Chicks            |
| Top 3        | "Crying" Man! I Feel like a Woman!" Making Love out of Nothing at All" | Roy Orbison Shania Twain Air Supply                    |
| Top 2        | "Inside Your Heaven" "Independence Day" "Angels Brought Me Here"       | Carrie Underwood/Bo Bice Martina McBride Guy Sebastian |
| "'Finále"'   | "Inside Your Heaven"                                                   | Carrie Underwood/Bo Bice                               |

### 2005–2007:Some Hearts
Její debutové album, nazvané Some Hearts bylo vydáno 15. listopadu 2005 a do hitparády Billboard 200 vstoupilo s počtem již 315000 prodaných kusů. Hned v prvním týdnu se album dostalo na první místo v hitparádě „Billboard Top Country Albums“.
Druhý singl z alba, Jesus, Take The Wheel byl uveden do rozhlasových stanic 18. října 2005. Hrál se tak často, že debutoval na 39. místě v hitparádě Billboard Country Chart hned první týden a trhnul tak rekord. Poté se dostal na první příčku a zůstal tam celých šest týdnů a chyběly mu už jen dva týdny, aby pokořil rekord Connie Smithovou z let 1964-1965 s jejím hitem Once a Day.
Její třetí singl Some Hearts byl uveden pouze do některých rozhlasových stanic. Singl Don't Forget To Remember Me, druhý, který se dostal do country rádií, se dostal na druhé místo v hitparádě „Billboard Hot Country Chart“ a na 49. místo v hitparádě Billboard Hot 100. Dostal se na jeden týden na první místo do hitparády „Radio & Records Country Singles Chart“.
Oba singly Jesus, Take The Wheel a Don't Forget To Remember Me se dostaly na první místa v hitparádách křesťanských rádií. Jesus, Take the Wheel získal cenu za nejlepší country singl roku od asociace „Gospel Music Association“.
Píseň Jesus, Take the Wheel zpívala 23. května 2006 na udělování cen ACM awards a od publika se jí dostalo potlesku ve stoje. Odnesla si ceny za Singl roku za píseň, kterou tam předvedla a nejlepší novou ženskou zpěvačku. Byla také nominována na píseň roku a nejlepší zpěvačku roku, avšak tyto ceny nezískala.
Na podzim toho roku vydala další singl Before He Cheats. Dostal se na první místo hitparády „Billboard's Hot Country Songs“ a na tomto místě zůstal pět týdnů za sebou. V hitparádě Billboard Hot 100 se dostala na místo osmé. Po roce od vydání singl stále v žebříčku zůstává.
21. listopadu 2006 získala na předávání cen American Music Awards jednu cenu ze dvou, na které byla nominována. Odnesla si tak cenu za průlomového umělce roku. Nezískala však cenu za nejlepší ženskou country umělkyni. Zúčastnila se také předávání cen 2006 Billboard Music Awards dne 4. prosince 2006 a odnesla si z něj pět cen. Vyhrála v kategoriích vyhledávané album roku, top 200 ženská umělkyně roku, ženská country umělkyně roku, nováček country a country album roku.
Byla nominována na 5 cen u příležitosti udělování cen od Academy of Country Music v roce 2007. Vyhrála však jen dvě ceny a to album roku a zpěvačka roku.
11. dubna 2007 se dostal další singl Wasted na první místo hitparády „Hot Country Songs Chart“ a na 37. místo hitparády „Billboard Hot 100“.
Na udělování cen „CMT Awards 2007“ v Nashvillu v Tennessee 16. dubna si odnesla všechny tři ceny, na které byla nominována (za video Before He Cheats): video roku, video roku – ženy, nejlepší režie videa. Na tomto udílení také vystoupila a to s písní Before He Cheats.
Na začátku dubna si dala pauzu od nahrávání svého druhého alba a vydala se do Jižní Afriky, aby se tam zúčastnila charitativního speciálu soutěže American Idol - „Idol Gives Back“. Pro tuto příležitost nahrála coververzi písně od skupiny The Pretenders I'll Stand By You. V internetovém obchodě iTunes se tato píseň vyšplhala na druhé místo.
Objevila se také na nejnovějším albu Brada Paisleyho, 5th Gear. Zazpívala si s ním píseň Oh Love.

#### 2007 Grammy Awards
7. prosince 2006 bylo její album Some Hearts nominováno na čtyři ceny Grammy, z nichž získala dvě – za nejlepšího nováčka a za nejlepší pěvecký country výkon.
Stala se první vítězkou soutěže American Idol, která byla nominována na cenu nováčka roku. Ceremonie se konala 11. února 2007 v Staples Center v Los Angeles v Kalifornii. Také si zazpívala po boku Rascal Flatts.
24. března 2007 byla hudebním hostem v show Saturday Night Live, kterou moderoval Peyton Manning. Vystoupila se svými písněmi Before He Cheats a Wasted a tak zajistila show jednu z nejvyšších sledovaností za posledních deset měsíců. Byla teprve jedenáctým country umělcem, který v této show vystoupil (přecházeli jí Garth Brooks, Randy Travis, Dolly Parton, Dwight Yoakam, Faith Hill, The Charlie Daniels Band, Dixie Chicks, Willie Nelson, Johnny Cash a Keith Urban) a zároveň třetím účastníkem soutěže American Idol, který v této show vystoupil (předcházeli jí Clay Aiken a Kelly Clarkson).

### 2007: Carnival Ride
Její druhé album se jmenuje Carnival Ride. Textařsky se na něm podílela více než na svém debutu. Její první singl z desky je So Small.

### 2009
Třetí album vydala 3. listopadu 2009 pod názvem Play On.

### 2012–současnost
Carrie vydala 1. května 2012 čtvrté album s názvem Blown Away. Album se trochu liší od předešlých zejména prvky a písněmi, které jsou, jak sama uvedla „s tmavším dějem". Prvním singlem z alba se stala píseň „Good Girl“, ke které brzy vydala videoklip. Druhým singlem se stala píseň se stejným názvem jako album „Blown Away". Tato skladba se stala stejně jako album platinovou a umístila se v Top 20 v americké hitparádě Billboard Hot 100. Album se stalo sedmým nejprodávanějším albem v USA roku 2012 a nejprodávanějším country albem roku 2012. Třetím singlem vydaným 26. listopadu je song „Two Black Cadillacs".
Spolu s albem rozjela turné „Blown Away World Tour" po severní Americe. Turné zahrnovalo koncert ve Velké Británii tak i v Austrálii.
Začátkem roku 2013 měla Carrie na svém kontě přes 13 miliónů prodaných alb a přes 27 miliónů skladeb prodaných digitálně. Byla jmenována nejvíce vydělávající „American Idol" zpěvačkou a zároveň ji Billboard jmenoval šestnáctou nejvíce vydělávající hvězdou v období února 2012 až února 2013.
21. ledna 2013 vydala duet s rockovou kapelou Aerosmith „Can't Stop Lovin' You".

## Osobní zájmy
Při castingu v soutěži American Idol porotcům prozradila, že její oblíbenou zpěvačkou je Martina McBride. Během jejího účinkování v soutěži byla předvedena různá videa, ve kterých zpívala píseň Independence Day, což je jedna z nejznámějších písní Martiny McBride. Tuto píseň vydala jako B-stranu svého singlu Inside Your Heaven.
Hraje také dobře na kytaru, s jejíž pomocí se doprovázela při písních Don't Forget To Remember Me nebo Inside Your Heaven jak na některých koncertech, tak na albu.
Dalším jejím koníčkem jsou zvířata. Je vegetariánka, ve svých třinácti letech přestala jíst maso, protože se nedokázala vyrovnat s myšlenkou, že by musela sníst jedno ze svých zvířat. Organizací PETA byla zvolena „Nejvíce sexy vegetariánkou“.
Podporuje organizaci HSUS (Humane Society of the United States).
Pro své rodné město Checotah napsala píseň I Ain't in Checotah Anymore. V prosinci roku 2005 byla zvolena Oklahomankou roku časopisem Oklahoma Today.
Společnost Victoria's Secret ji nedávno jmenovala nejvíce sexy zpěvačkou/muzikantkou (v mužské kategorii toto ocenění získal Justin Timberlake). Byla také uvedena na seznamu nejkrásnějších lidí časopisu People.